# Кувейт на Чемпіонаті світу з водних видів спорту 2015
Кувейт взяв участь у Чемпіонаті світу з водних видів спорту 2015, який пройшов у Казані (Росія) від 24 липня до 9 серпня.

## Стрибки у воду
Кувейтські спортсмени кваліфікувалися на змагання з індивідуальних стрибків у воду.
Чоловіки
| Спортсмен         | Дисципліна        | Попередні змагання | Попередні змагання | Півфінали       | Півфінали       | Фінал           | Фінал           |
| Спортсмен         | Дисципліна        | Очки               | Місце              | Очки            | Місце           | Очки            | Місце           |
| ----------------- | ----------------- | ------------------ | ------------------ | --------------- | --------------- | --------------- | --------------- |
| Аббас Абдулрахман | Трамплін, 1 метр  | 243.00             | 37                 | Н/Д             | Н/Д             | Завершив виступ | Завершив виступ |
| Аббас Абдулрахман | Трамплін, 3 метри | 320.05             | 48                 | Завершив виступ | Завершив виступ | Завершив виступ | Завершив виступ |
| Хасан Калі        | Трамплін, 1 метр  | 192.90             | 40                 | Н/Д             | Н/Д             | Завершив виступ | Завершив виступ |
| Хасан Калі        | Трамплін, 3 метри | 237.75             | 60                 | Завершив виступ | Завершив виступ | Завершив виступ | Завершив виступ |

## Плавання
Кувейтські плавці виконали кваліфікаційні нормативи в дисциплінах, які наведено в таблиці (не більш як 2 плавці на одну дисципліну за часом нормативу A, і не більш як 1 плавець на одну дисципліну за часом нормативу B):
Чоловіки
| Спортсмен                                                 | Дисципліна                       | Попередній заплив | Попередній заплив | Півфінал        | Півфінал        | Фінал            | Фінал            |
| Спортсмен                                                 | Дисципліна                       | Час               | Місце             | Час             | Місце           | Час              | Місце            |
| --------------------------------------------------------- | -------------------------------- | ----------------- | ----------------- | --------------- | --------------- | ---------------- | ---------------- |
| Юсеф Аль-Аскарі                                           | 200 м вільним стилем             | 1:53.97           | 62                | Завершив виступ | Завершив виступ | Завершив виступ  | Завершив виступ  |
| Ахмад Аль-Бадер                                           | 200 м брасом                     | 2:16.50           | 40                | Завершив виступ | Завершив виступ | Завершив виступ  | Завершив виступ  |
| Мохаммад Мадва                                            | 50 м вільним стилем              | 23.50             | 49                | Завершив виступ | Завершив виступ | Завершив виступ  | Завершив виступ  |
| Аббас Калі                                                | 100 м батерфляєм                 | 54.35             | 44                | Завершив виступ | Завершив виступ | Завершив виступ  | Завершив виступ  |
| Юсеф Аль-Аскарі Ахмад Аль-Бадер Аббас Калі Мохаммад Мадва | естафета 4x100 метрів комплексом | 3:50.75           | 27                | Н/Д             | Н/Д             | Завершили виступ | Завершили виступ |

Жінки
| Спортсменка | Дисципліна           | Попередній заплив | Попередній заплив | Півфінал         | Півфінал         | Фінал            | Фінал            |
| Спортсменка | Дисципліна           | Час               | Місце             | Час              | Місце            | Час              | Місце            |
| ----------- | -------------------- | ----------------- | ----------------- | ---------------- | ---------------- | ---------------- | ---------------- |
| Фає Султан  | 50 м вільним стилем  | 27.63             | =64               | Завершила виступ | Завершила виступ | Завершила виступ | Завершила виступ |
| Фає Султан  | 100 м вільним стилем | 59.66             | 67                | Завершила виступ | Завершила виступ | Завершила виступ | Завершила виступ |